# Eumicrodynerus europaeus
Eumicrodynerus europaeus är en stekelart som först beskrevs av Giordani Soika 1942.  Eumicrodynerus europaeus ingår i släktet Eumicrodynerus och familjen Eumenidae. Inga underarter finns listade i Catalogue of Life.